# Stolarzowice (gmina)
Stolarzowice – dawna gmina wiejska istniejąca w latach 1945–1954 i 1973–1975 w woj. śląskim (śląsko-dąbrowskim), katowickim i stalinogrodzkim (dzisiejsze woj. śląskie). Siedzibą władz gminy były Stolarzowice (1958–72 osiedle, od 1975 dzielnica Bytomia).
Gmina zbiorowa Stolarzowice powstała po II wojnie światowej (w grudniu 1945) w powiecie bytomskim na terenie tzw. Ziem Odzyskanych (tzw. I okręg administracyjny – Śląsk Opolski), powierzonym 18 marca 1945 administracji wojewody śląskiego, a z dniem 28 czerwca 1946 przyłączonym do woj. śląskiego (śląsko-dąbrowskiego).
Według stanu z 1 stycznia 1946 gmina składała się z 2 gromad: Stolarzowice i Górniki. 6 lipca 1950 zmieniono nazwę woj. śląskiego na katowickie. Po zniesieniu powiatu bytomskiego 1 kwietnia 1951, gminę Stolarzowice przyłączono do powiatu tarnogórskiego w tymże województwie. Według stanu z 1 lipca 1952 gmina składała się z 2 gromad: Górniki i Stolarzowice. 9 marca 1953 woj. katowickie przemianowano na stalinogrodzkie. Gmina została zniesiona 29 września 1954 wraz z reformą wprowadzającą gromady w miejsce gmin.
Jednostkę reaktywowano 1 stycznia 1973 w tymże powiecie i województwie. W jej skład weszły: obszar zlikwidowanego osiedla Stolarzowice, część obrębu katastralnego Wieszowa (18 parceli o powierzchni 5,44 ha) oraz część obrębu katastralnego Ptakowice (3 parcele o powierzchni 0,63 ha). Licząc 6,64 km², była to najmniejsza obszarowo gmina wiejska w Polsce (dla porównania, obecnie najmniejszą obszarowo gminą wiejską w Polsce jest gmina Jejkowice, o powierzchni 7,59 km²).
27 maja 1975 roku gmina została zniesiona, a jej obszar włączony do Bytomia.